# Топочный мазут
То́почный мазу́т — вид нефтяного топлива, получаемого из тяжёлых остатков переработки нефти, угля и горючих сланцев.
Используется в качестве котельного топлива в энергетике, судоходстве и промышленности. Топочный мазут может быть использован в качестве бытового «печного топлива», хотя несколько отличается от него по составу.
Топочные мазуты различаются по следующим показателям:
1. Индекс вязкости (возможность перекачки, распыление в топке)
2. Содержание серы
3. Температура застывания
4. Зольность (отложения золы на котлоагрегатах)
5. Плотность
6. Температура вспышки (пожароопасность).

Для снижения вязкости мазуты перед сжиганием подогревают, в топке дополнительно турболизуют острым паром.
Российская нефтепереработка выпускает следующие марки топочного мазута (ГОСТ 10585-99):
1. М-40
2. М-100
3. М-200

Наиболее распространена марка М-100, из неё можно получить мазут М-40 добавлением дизельного топлива. М-200 очень вязкий, поэтому его применение вызывает ряд затруднений.